# Annies Kiosk

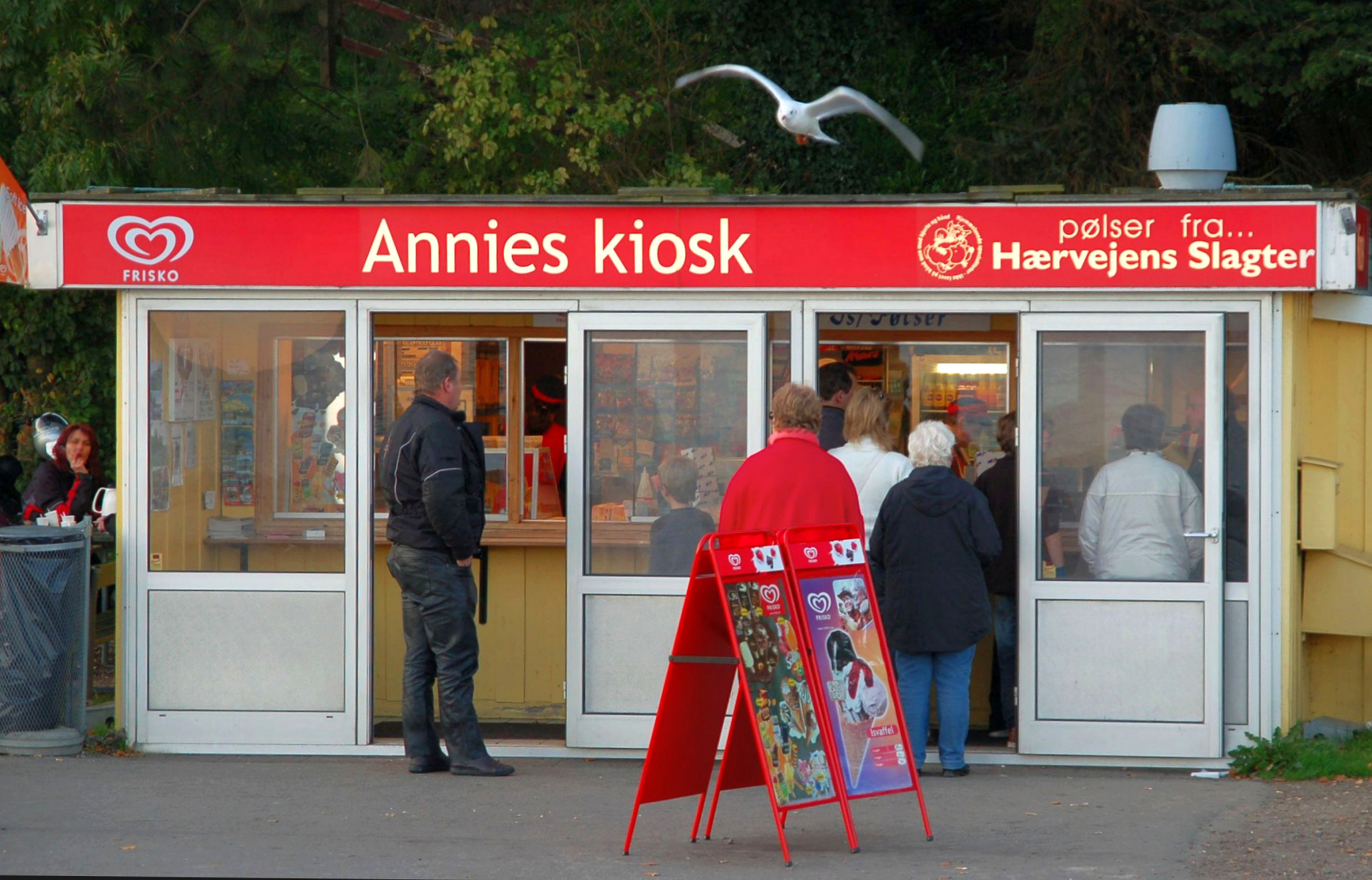
Annies Kiosk im Oktober 2007

Annies Kiosk ist ein dänischer Imbissstand, der am Fjordvejen in der Ortschaft Sønderhav (deutsch Süderhaff) unweit von Flensburg in der Aabenraa Kommune liegt.

## Lage

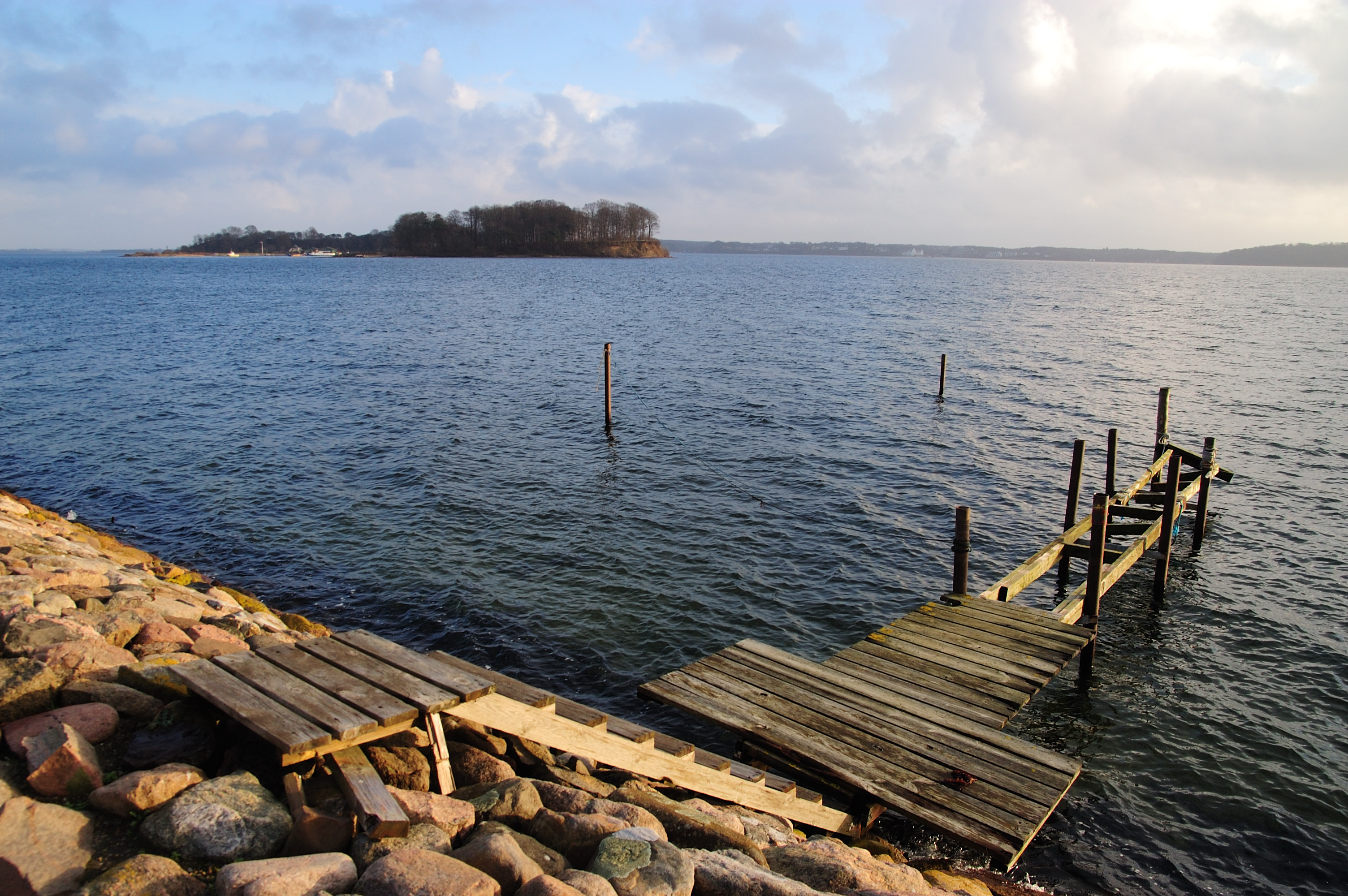
Blick – vom Ufer auf der anderen Straßenseite des Kiosks, seinem ersten Standort – auf die Ochseninseln und die Flensburger Förde

Der Kiosk ist nur wenige Kilometer von der deutsch-dänischen Grenze entfernt und bietet Sitzmöglichkeiten lediglich im Freien, dafür aber mit Blick auf die Flensburger Förde mit den beiden Ochseninseln in unmittelbarer Nähe und auf der gegenüberliegenden deutschen Förde-Seite das Strandbad Glücksburg, was ihn zu einem bevorzugten sommerlichen Ausflugsziel macht. Die exponierte Lage unmittelbar an der Förde nutzen viele Gäste, um mit dem eigenen Boot anzureisen – möglich durch einen nahen Steg, an dem auch die kleine Fähre zur gegenüberliegenden Großen Ochseninsel (dänisch Store Okseø) ablegte (seit 2015 außer Betrieb).

## Öffentliche Wahrnehmung
Der Verkaufsstand, eine Sehenswürdigkeit in der deutsch-dänischen Grenzregion, ist überregional bekannt für seine dänischen Hot Dogs, von denen hier täglich rund 1000 Stück verkauft werden. Er gilt als „berühmtester Hotdogstand Süddänemarks“ und stand mehrfach im Fokus der Berichterstattung von Fernsehen und überregionaler Presse. Allein bis Mai 2008 interessierten sich mindestens zwölf deutsche Fernsehteams für die „unscheinbare kleine gelbe Bude“ (taz), die im gleichen Jahr im Marco Polo Reiseführer noch als „Insider-Tipp“ gehandelt wurde.
Wegen ihrer Popularität nennen die Einheimischen den kleinen Ort Sønderhav auch Hotdoghav (andere Schreibweisen: Hot-Dog-Hav oder Hotdog Hav). Die Offizieranwärter der Marineschule Mürwik, die früher einmal im Jahr mit ihren Segelbooten vom Bootshafen der Marineschule ein „Hot-Dog-Race“ zum Kiosk veranstalteten, gaben ihrem Segelziel den Spitznamen Hot-Dog-Havn (deutsch: Hot-Dog-Hafen; andere Schreibweise: Hot Dog Havn).

## Geschichte

### Karrierelaufbahn
Inhaberin und Namensgeberin des Kiosks war Annie Bøgild, die dort ab 1966 Hot Dogs verkaufte – damals noch als 15-jährige Aushilfe, die mit einem anfänglichen Monatsverdienst von 450.- Dkr (heute etwa 60 Euro) auskommen musste. Die Idee, einen Kiosk am Fjordvejen zu betreiben, hatte ihr Vorgänger Reinhardt Petersen bereits im Jahr 1936. Damals versprach sich der Waldarbeiter durch die gerade fertiggestellte Landstraße ein gewinnbringendes Geschäft und eröffnete seinen Wurstwagen (Pølsevogn) in Ufernähe direkt bei der Dampfschiffbrücke. Der Stand war der erste Kiosk in Sønderhav und besaß Verkaufsluken zu zwei Seiten: eine zur Wasserseite für Gäste, die mit dem Fördedampfer anreisten, und eine zur Landseite für Kunden, die über den Landweg kamen. 1945 wechselte der Kiosk schließlich zu seinem heutigen Standort auf die andere Straßenseite, wo ausreichend Raum für Parkplätze vorhanden war. Petersen machte Annie Bøgild im Jahr 1974 zur Miteigentümerin und arbeitete im Betrieb, bis er 1985 starb. Kurz vor seinem Tod übernahm Bøgild 1984 den Betrieb, reduzierte aber später ihre Arbeitszeiten, die sich in ihren Anfangsjahren noch auf bis zu 14 Stunden an sieben Tagen in der Woche beliefen.

### Bikertreffen
Seit den 1970er-Jahren, als ein Motorradclub Annies Kiosk als Domizil für seine Touren entdeckte, wird der Kiosk außer von Auto- und Radfahrern zunehmend von zahlreichen Motorradfahrern angefahren, die aus Jütland, Fünen und fast dem gesamten norddeutschen Raum kommen. So zählen im Sommerhalbjahr – traditionell vor allem dienstags – 200 bis 600 Biker zur Kundschaft. An manchen Sommerabenden reihen sich auf dem Parkplatz sogar bis zu 500 Motorräder gleichzeitig aneinander, und Ende Juni 2012 hielt ein Behördenvertreter der Aabenraa Kommune in einem Protokoll fest, dass an jenem Dienstag überdies ganze 1000 Biker in Sønderhav anwesend waren. Ihnen verdankt der Kiosk eine Stammkundschaft, die als die größte unter allen Wurstständen Dänemarks gilt. Für die Anhängerschar bedeutet dies aber auch, dass die vorhandenen Parkplätze manchmal nicht ausreichen und etliche Fahrer so im Verlauf der Parkplatzsuche vor Ort auf den Fahrbahnstreifen auswichen bzw. ausweichen. Außerdem sind die Anwohner aufgrund des Motorenlärms gelegentlich verärgert, und für Aufsehen sorgen nach Polizeiangaben auch misslungene Motorradstunts, welche schon zu Unfällen führten. Eigens zur Konfliktlösung stand bzw. steht deshalb die Polizei und Kommune in Verhandlung mit den Bikern, vertreten durch die Honda VT600C-Fahrzeughalterin Jette Kristiansen, in der Szene als Mai-Ling bekannt.
Eine weitere Besonderheit war der für die Fahrer abgehaltene Motorradgottesdienst im August 2006, dem Jahr des 40-jährigen Dienstjubiläums von Bøgild, den sie mit Girlanden beschmücktem Motorradgespann, Partyzelt und Blaskapelle feierte; zusätzlich orderten ihre Mitarbeiter damals noch einen Shanty-Chor herbei.

### Dänische Hot-Dog-Meisterschaften 2010
Die weit verbreitete Annahme, dass es hier die „besten Hot-Dogs Dänemarks“ gibt, konnte zumindest bei den zweiten Dänischen Hot-Dog-Meisterschaften (DM i hotdog) im August 2010 nicht bestätigt werden. Bei den im Kopenhagener Vergnügungspark Tivoli ausgetragenen Meisterschaften, an denen Annie Bøgild erstmals teilnahm, belegte sie unter 13 Teilnehmern aber immerhin einen fünften Platz – hinter dem siegenden Koch Paul Cunningham, dessen damals mit einem Stern im Guide Michelin bewertetes Restaurant The Paul im besagten Tivoli liegt. Zuvor hatte die britische Buchmacherfirma Ladbrokes die ungekrönte „Hot-Dog-Königin aus Sønderjylland“ (JydskeVestkysten, Århus Stiftstidende) auf Platz vier gesetzt. Bei der Zubereitung der Hot Dogs verzichtet sie größtenteils auf Fertigprodukte und verwendet frische Zutaten vom lokalen Bäcker und Fleischer, wie etwa die rot leuchtenden Røde pølser. Selbst Ketchup und Remoulade bezieht sie aus der näheren Umgebung von einer Salatfabrik in Gråsten. Obgleich sie auf diese Weise etwas weniger pro Stück verdient, vermutete sie hierin das Erfolgsrezept ihres Unternehmens.

### Raubüberfall 2010
Ebenfalls im August 2010 nahm in Abwesenheit der Inhaberin ein bewaffneter Raubüberfall, bei dem ein Mann den Tagesumsatz erbeutete, einen glimpflichen Ausgang. Der flüchtende Räuber wurde drei Stunden später 150 Meter entfernt, im Auto schlafend und mit der Beute von der dänischen Polizei aufgegriffen. Nach 44 Jahren war es der bisher erste Raubüberfall, der in der Zeit Bøgilds beim Kiosk geschah, was sie dazu veranlasste, eine Videokamera aufzustellen.

### Würstchen-Krieg 2014

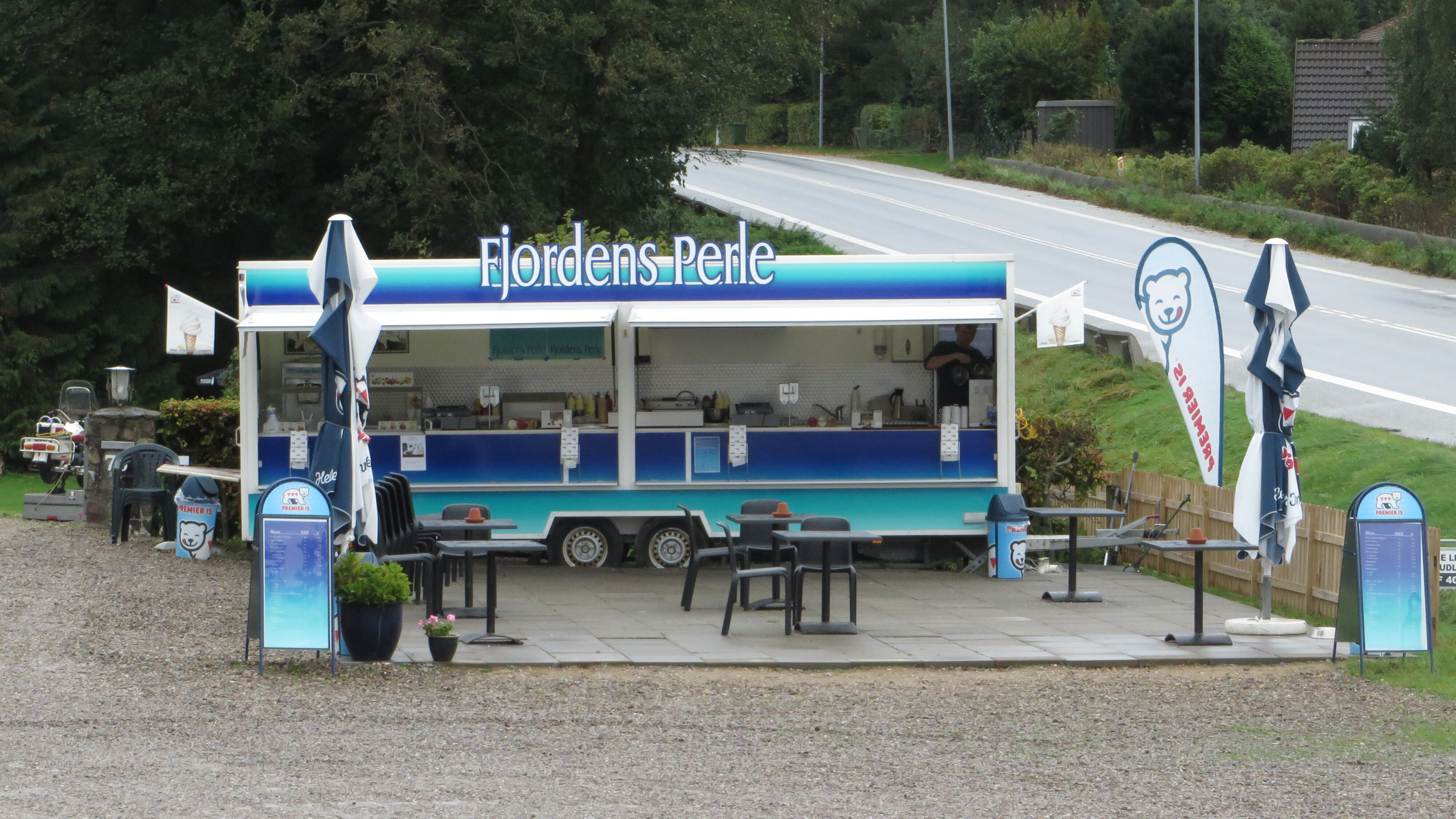
Fjordens Perle, die Konkurrenz zu Annies Kiosk, eröffnete 2014. Die Zeitungen sprachen daraufhin vom „Würstchen-Krieg“.

2014 gesellte sich 50 Meter entfernt ein neuer Imbisswagen namens Fjordens Perle (Perle der Förde) dazu, betrieben von den zwei ehemaligen Studenten Simon Skjøth Kolmos sowie Søren Jessen, der bereits als Aushilfskraft bei Annie Bøgild Praxis in der Imbissbranche gesammelt hatte und ihr nun unter anderem mit selbstgemachten Burger-Frikadellen Konkurrenz macht. „Nach dem Motto Konkurrenz belebt das Geschäft“ (Der Nordschleswiger) nutzt den beiden Dänen ihrer Geschäftsidee der Bekanntheitsgrad von Annies Kiosk. Sie beabsichtigen aber nicht, mit der bereits von Angela Merkel besuchten Hotdog-Bude einen Preiskrieg zu führen oder sie vom Markt zu verdrängen. Dennoch kündeten die Schlagzeilen von Flensborg Avis und Flensburger Tageblatt daraufhin vom „Würstchen-Krieg“ (dän. „Pølsekrig“).

### Tod von Annie Bøgild 2016
Im Sommer 2015 erschien Annie Bøgild immer seltener zur Arbeit, weil sie ihren an Krebs erkrankten Mann pflegte. Nach seinem Tod arbeitete sie noch zwei Wochen im Kiosk, bis sie selbst an Blasenkrebs erkrankte. Am 25. Oktober 2016 verstarb Annie Bøgild im Alter von 66 Jahren. Ihre Beerdigung fand drei Tage später in der Holbøl Kirke in Holbøl statt, wo mehr als zwei Dutzend Motorradfahrer aus Deutschland und Dänemark an der Trauerfeier teilnahmen. Ihr Wunsch, dass der Betrieb des Kiosks auch nach ihrem Tod normal weiterläuft, erfüllten ihre Mitarbeiter umgehend. Eine dänische Facebook-Gruppe (Annies Kiosk / Pølsevogn – Bevar den) mit über 840 Mitgliedern (Stand: Dezember 2016) begann sich mittlerweile für den Erhalt des kleinen Hotdog-Unternehmens einzusetzen.

### Fortbestand nach Annies Tod
Nach dem Tod von Annie Bøgild war der Mietvertrag mit der Kommune Apenrade für das exquisite Areal nicht mehr gültig. Die Zukunft der Hot-Dog-Bude blieb ungewiss, da die Kommune Apenrade durchblicken ließ, an einer Pachtverlängerung wegen des zum Teil chaotischen Verkehrsaufkommens am Fjordvejen nicht länger interessiert zu sein. Nach der Ausschreibung für die Parkflächen und den Imbissbetrieb in Sønderhav waren die Verhandlungen mit einem Bieter festgefahren. Laut Ausschreibung müssten bauliche Maßnahmen erfolgen, um insbesondere Vorschriften der Küstenschutzverordnung einzuhalten.
Der neue Pächter gab sich Ende Juni 2017 zu erkennen. Jens Enemark, Betreiber vom Golfplatz und Hotelrestaurant „Benniksgaard“ bei Gravenstein sowie Gründer der Motorsportrennstrecke Padborg Park, übernahm die Pacht zum 1. Juli 2017. Geplant war nach Absprache mit der Küstenbehörde (Kystdirektoratet) eine kleine Erweiterung des Kiosks, um somit Arbeitsvorschriften erfüllen zu können. Ansonsten garantierte der neue Pächter den Betrieb in gleiche Weise fortzuführen und den Namen Annies Kiosk beizubehalten.

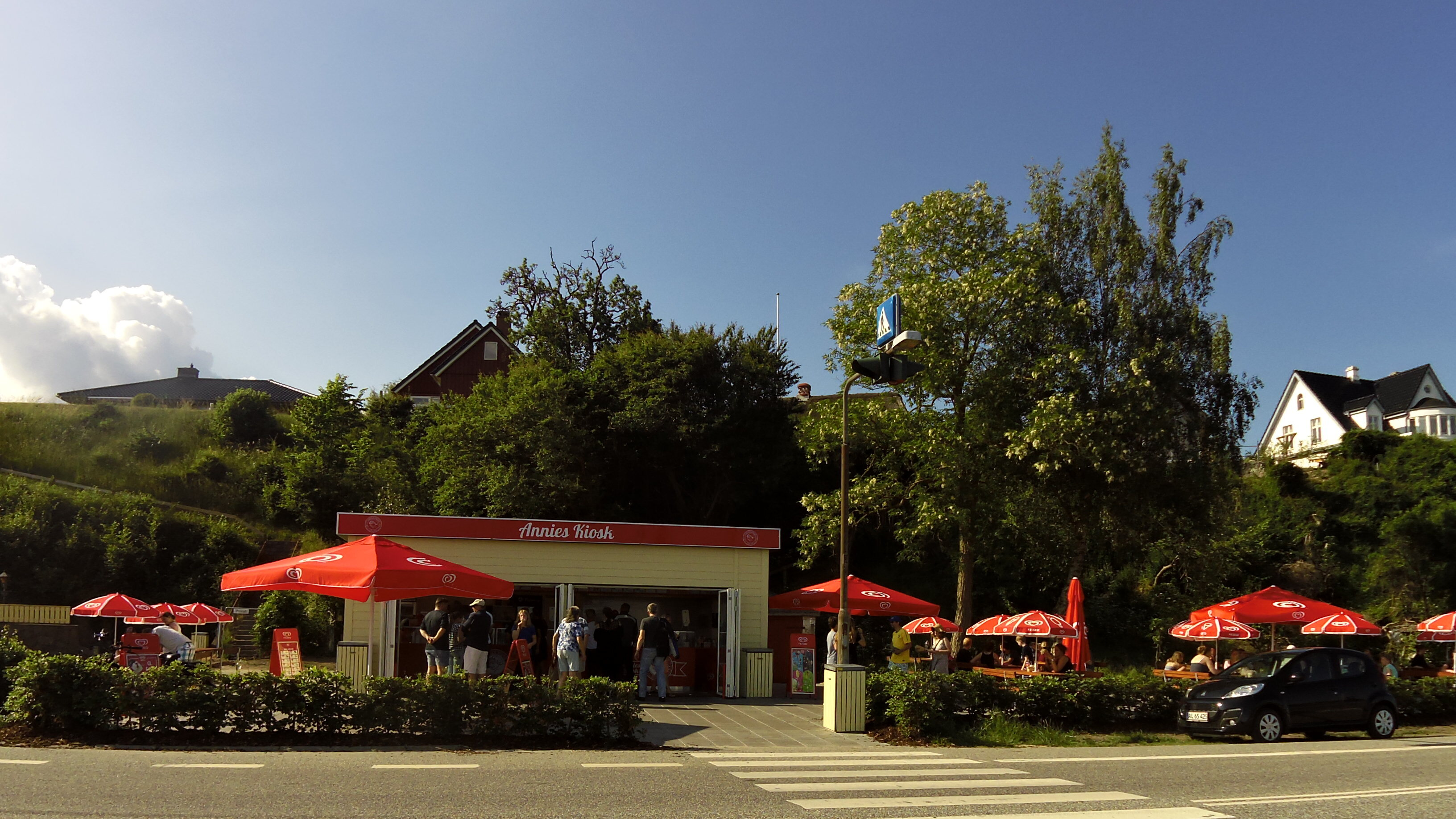
Annies Kiosk im Neubau Juni 2018

Im Januar 2018 wurde der Original-Kiosk abgerissen. Am 13. April 2018 eröffnete Jens Enemark den größeren in Norddänemark für 300.000 Euro gebauten Imbissneubau an gleicher Stelle unter dem alten Namen Annies Kiosk mit der alten Belegschaft.

## Auszeichnungen
- 2014: Ehrenpreis des Jahres (Årets Hæderspris), gekürt auf der Hotdog DM 2014 im Rahmen des Food Festivals in Aarhus[38]